# En enastående studie i mänsklig förnedring
En enastående studie i mänsklig förnedring är en svensk dokumentärfilm från 2008 i regi av Patrik Eriksson.
Filmen skildrar regissören Eriksson och hur denne hamnar i en livskris utlöst av relationsproblem. Vännerna Ruben Östlund och Erik Hemmendorff filmar deras terapeutiska samtal i smyg med sina mobiltelefoner och när Eriksson senare får se materialet bestämmer han sig för att göra en film om händelsen.
En enastående studie i mänsklig förnedring producerades av Hemmendorff och fotades av Eriksson, Hemmendorff och Östlund. Den klipptes av Eriksson och premiärvisades den 30 januari 2008 på Göteborgs filmfestival och hade biopremiär den 16 maj samma år. Den 1 oktober 2008 utgavs den på DVD.
Filmen nominerades till en Guldbagge 2009 i kategorin "bästa dokumentärfilm".